# Пастак, Софья Абрамовна
Софья Абрамовна Паста́к (10 марта 1898, Симферополь — 4 июля 1942, Саки, Крымская АССР) — советский учёный-химик, лимнолог и курортолог. Погибла во время немецко-фашистской оккупации Крыма.

## Биография
Родилась 10 марта 1898 года в Симферополе в караимской семье учёного-садовода Абрама Исааковича Пастака. После окончания в 1915 году гимназии училась на физико-математическом отделении Санкт-Петербургских высших женских курсов. Продолжила образование на естественном отделении физико-математического факультета Таврического (Крымского) университета. В 1923 году получила диплом химика.
Трудовую деятельность начала в Крымводхозе наблюдателем гидропоста на р. Салгир, затем химиком в сельскохозяйственной лаборатории Наркомзема Крымской АССР. С 1926 года и до конца жизни работала на Контрольно-наблюдательной исследовательской станции по режиму Сакского солёного озера вначале химиком, а с 1929 года заведующей. За короткий срок ей удалось поставить работу на высокий научный уровень, привлечь к проблемам озера ряд авторитетных учёных: А. Дзенс-Литовского, П. Палея, Б. Перфильева, С. Щукарева и других. В середине 1930-х возглавила восстановленный Сакский музей краеведения и истории грязелечения, находившийся при станции. Сотрудниками музея велась работа по сбору и хранению материалов научно-исследовательских экспедиций гидрогеологов, биологов и врачей, изучавших Сакское озеро в 1920–1930-е годы.
Замужем не была. После оккупации Крыма немецко-фашистскими войсками приютила у себя бежавших из Симферополя сестру Анну и её 16-летнюю дочь Валерию Брискиных, отец которой был евреем, в надежде, что племяннице удастся избежать трагической участи остального еврейского населения Крыма. Однако летом 1942 года оккупационные карательные органы стали выискивать детей от смешанных браков. 3 июля того года по доносу были арестованы Валерия Брискина и её мать. Несмотря на то, что караимы не подлежали физическому уничтожению, Софья Абрамовна добровольно пошла вместе с племянницей на расстрел, чтобы сопровождать и морально поддержать перепуганных детей-евреев. 4 июля 1942 года Софья Пастак и Валерия Брискина были расстреляны. По некоторым данным, в тот же день в Саках была расстреляна и Анна Пастак, но по воспоминаниям её сына Анатолия Брискина, Анну Абрамовну вывезли в Евпаторию, где 5 июля расстреляли.

## Научная деятельность
Автор 20 научных работ по проблемам Сакского озера, среди которых  «Шестое чувство животных», «Гипс Сакского озера и его промышленное использование», «Рапное хозяйство Сакского курорта» (в соавторстве) и другие. Труды учёной печатались в журнале «Курортное дело», во «Врачебно-медицинском журнале». В 1935 году Софья Пастак и санврач Зинаида Игнатович составили «Библиографию по Сакскому курорту и Сакскому озеру», куда вошло более 700 наименований 258 авторов. Републикация некоторых статей Пастак произошла в 2001 году на страницах юбилейного сборника «Научная летопись Сакского озера».
Занималась изучением водных ресурсов степной части Крыма, гидроминеральных ресурсов Сакского озера. Проведённый С. А. Пастак детальный анализ грязи из Чокракского озера позволил определить, что она однотипна с сакской, но выгодно отличается отсутствием гипса и большим содержанием сернистого железа. В октябре 1933 года в газете «Красный Крым» была опубликована статья С. А. Пастак «Новые Саки», в которой автор предлагала расширить границы Сакского курорта на запад к морскому побережью для создания новых грязелечебниц вдали от жилых районов на берегу Сакской пересыпи. Однако эти планы не могли быть осуществлены, т. к. в то время акцент делался на развитии Сакского бромзавода, а не курорта.
Будучи заведующей музеем сакского грязелечения, активно участвовала в научных экспедициях по поиску материалов о жизни озера. Для гостей курорта сотрудниками станции проводились экскурсии. В 1934 году профессор А. И. Дзенс-Литовский, С. А. Пастак и доктор Р. Ф. Мейер издали путеводитель «Курорт Саки и его окрестности», в котором подробно описали десять туристических маршрутов.
В круг научных интересов учёной входили и возникновение жизни на Земле, исследования океанов и морей, происхождение энергии, развитие железных дорог в СССР и механизация сельского хозяйства в США, ихтиология, изучение рыб Байкала.

## Память
- Мемориальная доска на здании Сакской гидрологической станции, открытая 25 сентября 2001 года[9].